# Natsu no arashi!
Natsu no arashi! (夏のあらし!, litt. Tempête d'été !) est un manga écrit et dessiné par Jin Kobayashi, connu pour être l'auteur de School Rumble. Le manga a commencé sa publication dans le magazine manga Gangan Wing de Square Enix le 25 août 2006. Une adaptation en anime a été produite par le studio d'animation Shaft et a été diffusée en deux saisons de treize épisodes chacune. La première saison a commencé le 5 avril 2009 et la seconde saison le 4 octobre 2009.

## Synopsis
Années 2000, Hajime Yasaka, un jeune garçon de 13 ans, doit passer ses vacances d'été chez son grand-père à Yokohama. S'étant perdu, il entre dans un café pour demander son chemin. Il y rencontre Arashi, une belle jeune fille de 16 ans qui travaille dans le café. Après avoir essayé de la protéger d'un homme qui affirme avoir été engagé par sa famille pour la ramener de force, Hajime s'enfuit avec Arashi. Depuis, Arashi vit avec lui chez son grand-père. Hajime se rend rapidement compte que sa nouvelle amie est loin d'être une fille ordinaire, elle possède des pouvoirs mystérieux et semble venir d'un autre temps.

## Personnages
Hajime Yasaka (八坂 一, Yasaka Hajime)Doublé par Yūko Sanpei
Hajime est le personnage masculin principal de l'histoire. C'est un jeune garçon de 13 ans qui passe ses vacances chez son grand-père. La première fois qu'il rencontre Arashi, il établit une connexion avec elle lorsqu'il lui touche la main. Depuis, le duo ont la capacité de remonter le temps. Hajime est très vif et caractériel. Il est passionné de science et a un esprit carré, c'est pourquoi il a du mal à croire qu'Arashi est un fantôme au début de l'histoire, mais il s'y fait rapidement. Il est amoureux d'Arashi et son attitude ne le cache pas vraiment.
Sayoko Arashiyama (嵐山 小夜子, Arashiyama Sayoko)Doublée par Ryōko Shiraishi
Sayoko Arashiyama, ou plus communément appelée Arashi, est le personnage féminin principal de l'histoire. Malgré son apparence de jeune fille de 16 ans, Arashi est en fait le fantôme d'une fille ayant vécu pendant la Seconde Guerre mondiale et qui est morte lors d'un raid aérien de l'armée américaine en 1945. Depuis, elle réapparaît chaque été et recherche une personne avec qui établir une "connexion" lui permettant de remonter le temps et sauver le plus d'habitants de la ville où elle est morte. Elle fréquentait une école pour fille où elle a rencontré Kaja et Yayoi. Arashi provient d'une famille aisée, mais elle se comporte souvent de manière inappropriée à son statut, au grand dam de son amie Kaja. Quand elle était plus jeune, elle s'engageait parfois dans des bagarres avec des bandes du coin, ce qui n'avait pourtant pas l'air de déplaire à son grand-frère qui faisait partie de l'armée.
Arashi a une relation plutôt compliquée avec Hajime, elle partage une connexion avec lui, mais au début, elle ne souhaite pas que sa relation avec lui aille plus loin. Ne pouvant apparaître que pendant l'été, sa situation n'est pas propice à développer une relation amoureuse avec un homme vivant. Ne souhaitant pas souffrir, elle rejette ses sentiments. Elle dit ne jamais être réellement tombée amoureuse, ou plutôt, ne pas avoir eu le temps. Pourtant, un peu plus tard dans la série, on apprend qu'elle eu un premier amour lorsqu'elle avait l'âge de Hajime, et que le garçon en question n'était autre que Hajime lui-même qui avait effectué un voyage dans le temps avec Yayoi.
Kaja Bergmann (カヤ バーグマン, Kaya Bāguman)Doublée par Kaori Nazuka
Kaja est un autre fantôme de l'époque d'Arashi et aussi la meilleure amie de cette dernière. Elle est originaire d'Allemagne et est venue étudier à l'école d'Arashi dans le cadre d'un programme d'échange. Elle provient aussi d'une famille aisée et, contrairement à Arashi, elle a une attitude plus polie et calme. Cependant, elle est très friandes de sucreries ou de desserts et il lui arrive de perdre son sang froid lorsque ses friandises sont en jeu.
Elle a aussi le pouvoir de voyager dans le temps, mais elle ne peut passer de contrat qu'avec une fille, et cela à cause de sa timidité envers les garçons.
Jun Kamigamo (上賀茂 潤, Kamigamo Jun)Doublée par Chiaki Omigawa
Jun est une amie de Hajime qui l'a rencontrée la première fois qu'il entra dans l'Arche. Elle partage une connexion avec Kaja et peut faire des sauts dans le temps avec elle. La première fois qu'elle rencontra Hajime, elle portait un uniforme de garçon, et son apparence n'aidant pas (poitrine plate, cheveux courts un peu en bataille), Hajime cru qu'elle était un garçon. Depuis, elle se travestit toujours en garçon lorsqu'elle va travailler au café et cache sa nature à tous. Cependant, Kaja, et un peu plus tard Arashi, finissent par le découvrir.
Elle développe progressivement des sentiments pour Hajime, mais elle continue de se faire passer pour un garçon, de peur de la réaction de celui-ci s'il venait à découvrir la mascarade. À cause de ça, elle subit régulièrement les extravagances de Hajime qui souhaite de son côté développer sa virilité.
Sayaka (さやか, Sayaka)Doublée par Hitomi Nabatame
Plus communément appelée "Master", elle est la propriétaire de l'Arche (方舟, hakobune), le café où travaille Hajime, Arashi et les autres filles. Elle a la réputation d'un escroc et aime boire de l'alcool à tout moment de la journée.
Hideo Murata (村田 英雄, Murata Hideo)Doublé par Hiroki Yasumoto
Hideo Murata est un détective privé. Il avait d'abord été engagé par Kanako pour amener Arashi de force au manoir où vivent Kanako et Yayoi, en lui faisant croire qu'elle était de sa famille. Se rendant compte ensuite de l'aura malsaine qui émane de Kanako, il apportera son aide à Hajime lorsque celui-ci s'introduira dans le manoir. Il partagera plus tard une connexion avec Kanako et deviendra sa principale source d'énergie vitale.
Il est le fils d'un homme qu'Arashi a sauvé d'une mort certaine à l'époque de la Seconde Guerre mondiale, en l'empêchant d'aller à la pêche le jour d'un raid aérien.
Il est souvent surnommé Gura-san (グラサン), en référence à ses lunettes de soleil qu'il porte constamment, soit le mot Sunglass (サングラス, Sangurasu, lunettes de soleil).
Il devient un client et "employé" régulier de l'Arche après l'arc de Kanako et de Yayoi.
Yayoi Fushimi (伏見 やよゐ, Fushimi Yayoi)Doubéle par Ai Nonaka
Comme son amie Kanako, elle est un autre fantôme qui est morte pendant la guerre le 29 mai 1945 et qui fut une connaissance d'Arashi et de Kaja. Son corps immatériel s'est beaucoup affaibli avec le temps. De plus, à cause d'un traumatisme, elle est à moitié paralysée et ne peut pas se déplacer sans fauteuil roulant. Sa paralysie n'est cependant que psychologique, elle recouvre l'usage de ses jambes après un saut dans le passé avec Hajime, où elle sauve Kanako d'une attaque d'un avion ennemi. Elle se met à travailler à l'Arche après cette histoire.
Sa personnalité est à l'opposé de celle de Kanako, elle est pure mais très naïve et elle a tendance à oublier rapidement les choses qu'on vient de lui dire, ce qui a tendance à inquiéter Kanako.
Elle partage une connexion avec Hajime, Josephine -le chien de Yamashiro- et Sayaka.
Kanako Yamazaki (山崎 加奈子, Yamazaki Kanako)Doublée par Yui Horie
Tout comme Yayoi, son corps immatériel s'est affaibli au fil du temps et pour ne pas disparaître, elle décide de voler l'énergie vitale d'Arashi afin de remplacer la sienne et celle de Yayoi. Elle abandonne cette idée une fois qu'elle découvre qu'il lui suffit d'avoir une connexion avec un humain vivant pour restaurer son énergie. Elle est la meilleure amie de Yayoi, avec qui elle a passé toute sa vie de fantôme dans un manoir délabré. Elle est très protectrice et s'inquiète beaucoup pour le bien-être de Yayoi. Elle partage une connexion avec Hideo et peut effectuer des sauts dans le temps avec lui, elle lui soustrait aussi l'énergie vitale qu'il lui faut pour subsister. Elle apparaît assez grossière, sévère et asociale aux premiers abords. C'est principalement due à la différence de statut qu'elle a avec Arashi, Kaja et Yayoi. Contrairement à ces dernières, elle vient d'une famille plus modeste et a traversé beaucoup de moments difficiles durant son enfance. À cause de cela, elle éprouvait une haine profonde à l'égard de ces filles de riches qui agissaient de manière trop insouciante. Sa rencontre avec Yayoi a changé sa vision des choses et elle fut capable de s'ouvrir aux autres.
Takeshi Yamashiro (山代 武士, Yamashiro Takeshi)Doublé par Tomokazu Sugita
Un jeune homme qui fut sauvé de la noyade par Arashi. Il est aussi le principal rival de Hajime, car il est en de bon terme avec Arashi. C'est un client régulier de l'Arche qui les aident parfois pour leurs déplacements. Il est aussi une des cibles favorites de Sayaka, qui apprécie sa situation sociale et le fait qu'il ait avoué être attiré par les femmes plus âgées que lui.
Shioya (塩谷, Shioya)Doublé par Tomokazu Sugita
Un client régulier de l'Arche. Il essaye désespérément de demander du sel aux serveuses du café à chaque fois qu'il vient, sans succès la plupart du temps.
Kazuo Sogoru (十五流 一夫, Sogoru Kazuo)Doublé par Tomokazu Sugita
Yōko Himekawa (姫川 ようこ, Himekawa Youko)Doublé par Saki Nakajima
Kyōko Kamigamo (上賀茂 京子, Kamigamo Kyouko)Doublée par Michiko Neya
Il s'agit de la grande sœur de Jun. Elle fait partie d'une agence de mannequin.
Yoshimi Anamori (穴守 好実, Anamori Yoshimi)Doublée par Yū Kobayashi
Une mangaka qui entre un jour dans l'Arche et qui demande à Arashi d'être son modèle pour une scène de baiser.
Umeyashiki (梅屋敷, Umeyashiki)Doublée par Ami Koshimizu

## Média

### Manga
Le manga, écrit et dessiné par Jin Kobayashi, a commencé sa publication dans l'édition d'octobre 2006 du magazine manga Monthly Gangan Wing de Square Enix. Il fut ensuite transféré dans le Monthly Gangan Joker en avril 2009 lorsque le Gangan Wing a arrêté d'être édité. À ce jour, 7 volumes reliés ont été publiés et un guide book, estampillé "volume 6.5", est sorti le 18 septembre 2009 en même temps que le volume 6.
La fin du manga est sortie dans l'édition d'octobre 2010 du Gangan Joker parue le 22 septembre 2010.

### Anime
L'adaptation en anime a été produite par le studio d'animation Shaft et a été dirigée par Akiyuki Shinbo,. Au total, deux saisons ont été diffusées, chacune d'elles comportant 13 épisodes. La première saison, Natsu no Arashi!, a été diffusée pour la première fois au Japon entre le 5 avril 2009 et le 28 juin 2009. La seconde saison, Natsu no Arashi! Akinai chū (夏のあらし! 春夏冬中) a été diffusée entre le 4 octobre 2009 et le 27 décembre 2009.

#### Génériques
Générique de début de la saison 1
- "Atashi dake ni kakete" (あたしだけにかけて?) par Omokage Lucky Hole, sortit en CD le 13 mai 2009[6].

Génériques de fin de la saison 1
- "Kirari Futari" (キラリフタリ?) par Ryōko Shiraishi, sortit en CD le 27 mai 2009[6].
- "Hitonatsu no Keiken" (ひと夏の経験?) par Ryōko Shiraishi (Épisode 6), sortit en CD dans le "Character Song Album" de Natsu no Arashi! le 8 juillet 2009[7].
- "Kassai" (喝采?) par Yui Horie (Épisode 11), sortit en CD dans le "Character Song Album" de Natsu no Arashi![7].

Générique de début de la saison 2
- "Oyasumi Paradox" (おやすみパラドックス?) par Etsuko Yakushimaru, sortit en CD le 21 octobre 2009[8].

Générique de fin de la saison 2
- "Otome no Junjo" (乙女の順序?) par Ryōko Shiraishi, Kaori Nazuka, Ai Nonaka et Yui Horie. Le CD est sorti le 26 novembre 2009[8].

#### Liste des épisodes
La plupart des titres des épisodes sont des titres de chansons japonaises des années 1970 et 80.

##### Saison 1
| No | Titre français                                      | Titre japonais                      | Titre japonais                        | Date de 1re diffusion |
| No | Titre français                                      | Kanji                               | Rōmaji                                | Date de 1re diffusion |
| -- | --------------------------------------------------- | ----------------------------------- | ------------------------------------- | --------------------- |
| 01 | "Playback", Partie 2                                | プレイバックPart2                   | Pureibakku Part 2                     | 5 avril 2009          |
| 02 | La fille A                                          | 少女A                               | Shōjo A                               | 12 avril 2009         |
| 03 | Je veux protéger                                    | 守ってあげたい                      | Mamotte agetai                        | 19 avril 2009         |
| 04 | Plein de souvenirs                                  | 想い出がいっぱい                    | Omoide ga ippai                       | 26 avril 2009         |
| 05 | Jardin fleuri secret                                | 秘密の花園                          | Himitsu no hanazono                   | 3 mai 2009            |
| 06 | Tomber amoureux                                     | 恋におちて                          | Koi ni ochite                         | 10 mai 2009           |
| 07 | Relation avec les autres                            | 他人の関係                          | Tanin no kankei                       | 17 mai 2009           |
| 08 | Fais comme tu veux !                                | 勝手にしやがれ                      | Katte ni shiyagare                    | 24 mai 2009           |
| 09 | Héros - Il est temps pour toi de devenir un héros ! | HERO （ヒーローになる時、それは今） | HERO (Hīrō ni naru toki, sore wa ima) | 31 mai 2009           |
| 10 | Etranger                                            | 異邦人                              | Ihōjin                                | 7 juin 2009           |
| 11 | Le monde existe dans l'intérêt de ces deux          | 世界は二人のために                  | Sekai wa futari no tame ni            | 14 juin 2009          |
| 12 | Confie-toi au flot du temps                         | 時の流れに身をまかせ                | Toki no nagare ni mi wo makase        | 21 juin 2009          |
| 13 | "Playback", Partie 1                                | プレイバックPart1                   | Pureibakku Part 1                     | 28 juin 2009          |

##### Saison 2
| No | Titre français                              | Titre japonais                         | Titre japonais                          | Date de 1re diffusion |
| No | Titre français                              | Kanji                                  | Rōmaji                                  | Date de 1re diffusion |
| -- | ------------------------------------------- | -------------------------------------- | --------------------------------------- | --------------------- |
| 01 | Vacances d'été                              | 夏休み                                 | Natsuyasumi                             | 4 octobre 2009        |
| 02 | "Gal and Do"                                | ギャランドゥ                           | Gyarandou                               | 11 octobre 2009       |
| 03 | La fille qui traverse le temps              | 時をかける少女                         | Toki wo kakeru shōjo                    | 18 octobre 2009       |
| 04 | Pluie bleu clair                            | みずいろの雨                           | Mizuiro no ame                          | 25 octobre 2009       |
| 05 | Rien n'arrête la romance                    | Romanticが止まらない                   | Romantic ga tomaranai                   | 1er novembre 2009     |
| 06 | Berceuse d'un cœur déchiré                  | ギザギザハートの子守唄                 | Gizagiza hāto no komoriuta              | 8 novembre 2009       |
| 07 | "Amagigoe"                                  | 天城越え                               | Amagigoe                                | 15 novembre 2009      |
| 08 | Grand-mère informaticienne                  | コンピューターおばあちゃん             | Konpyūtā obāchan                        | 22 novembre 2009      |
| 09 | Poisson tropical solitaire                  | 淋しい熱帯魚                           | Sabishii nettaigyo                      | 29 novembre 2009      |
| 10 | "Showa Blues"                               | 昭和ブルース                           | Shōwa burūsu                            | 6 décembre 2009       |
| 11 | "High School Lullaby"                       | ハイスクールララバイ                   | Haisukūru Rarabai                       | 13 décembre 2009      |
| 12 | "Radarman"                                  | レーダーマン                           | Rēdāman                                 | 20 décembre 2009      |
| 13 | Vous êtes un kiwi, une papaye et une mangue | 君たちキウイ・パパイア・マンゴーだね。 | Kimi-tachi kiui . papaia . mangō da ne. | 27 décembre 2009      |